# Chalcides ebneri
Chalcides ebneri Werner, 1931 è un rettile appartenente alla famiglia Scincidae, endemico del Marocco.

## Etimologia
Il nome della specie è un omaggio a Richard Ebner, che accompagnò Franz Werner in Marocco.

## Biologia
Le femmine di questa specie sono vivipare e danno alla luce piccoli vivi.

## Conservazione
La specie non viene più avvistata dal 1970 ed è divenuta molto rara. Le attività agricole, unite al disboscamento, influiscono particolarmente sulla popolazione. L'areale si va continuamente riducendo e frammentando, tanto che la Lista rossa IUCN ha attribuito a questo taxon lo status "CR" (critico).